# Férfi 400 méteres síkfutás az 1896. évi nyári olimpiai játékokon
A férfi 400 m síkfutás volt a második legrövidebb versenyszám. A selejtezőfutamok voltak az első versenynap utolsó számai április 6-án. A versenyzőket két csoportba sorolták, és mindkét futamból az első két helyezett jutott be az április 7-i döntőbe.
4 nemzet 7 versenyzője vett részt, akik közül öten a 100 m síkfutásban is rajthoz álltak.

## Rekordok
A Nemzetközi Atlétikai Szövetség 1900 óta tartja nyilván a hivatalos világrekordot, és mivel ez volt az első olimpia, ezért olimpiai rekord sem létezett ez előtt. Ezáltal az ezen a versenyen az első középdöntőben nyerő versenyző eredménye számít ebben a versenyszámban az első hivatalos olimpiai rekordnak.
Az alábbi táblázat tartalmazza a verseny során elért olimpiai rekordokat:
| Dátum      | Esemény         | Versenyző             | Eredmény | OR |
| ---------- | --------------- | --------------------- | -------- | -- |
| április 6. | Első középdöntő | Herbert Jamison (USA) | 56,8 s   | OR |
| április 7. | Döntő           | Thomas Burke (USA)    | 54,2 s   | OR |

## Eredmények

### Középdöntők
A középdöntőket április 6-án rendezték.
A továbbjutók nevei vastagítással kiemelve.

#### Első középdöntő
| Helyezés | Versenyző             | Eredmény   |
| -------- | --------------------- | ---------- |
| 1.       | Herbert Jamison (USA) | 56,8 s     |
| 2.       | Fritz Hofmann (GER)   | 58,6 s     |
| 3-4.     | Kurt Dörry (GER)      | nincs adat |
| 3-4.     | Alphonse Grisel (FRA) | nincs adat |

Az egyesült államokbeli Herbert Jamison nyerte az első középfutamot 56,8 másodperccel. Megelőzve a  német Fritz Hofmannt, aki 58,6 másodperces eredményével jutott tovább.
A német Kurt Dörry és a francia Alphonse Grisel is teljesítette a távot, azonban sorrendjük nem ismert.
Hoffmann és Grisel összesen 402 métert futott, miután megbüntették őket rossz rajt miatt.

#### Második középdöntő
| Helyezés | Versenyző            | Eredmény   |
| -------- | -------------------- | ---------- |
| 1.       | Thomas Burke (USA)   | 58,4 s     |
| 2.       | Charles Gmelin (GBR) | nincs adat |
| 3.       | Frantz Reichel (FRA) | nincs adat |

Egy másik amerikai, Thomas Burke nyerte a második középfutamot. A második helyen a brit Charles Gmelin ért célba.

### Döntő
Az amerikai páros ért célba az első két helyen, sorrendben Thomas Burke és Herbert Jamison. A bronzérmet a brit Charles Gmelin szerezte meg.
| Helyezés | Versenyző             | Eredmény |
| -------- | --------------------- | -------- |
| Arany    | Thomas Burke (USA)    | 54,2 s   |
| Ezüst    | Herbert Jamison (USA) | 55,2 s   |
| Bronz    | Charles Gmelin (GBR)  | 55,6 s   |
| 4.       | Fritz Hofmann (GER)   | 55,6 s   |